# Doremi Fasol Latido
Doremi Fasol Latido è il terzo album in studio della progressive rock band britannica Hawkwind, registrato nel 1972 e pubblicato nello stesso anno. Da registrare l'ingresso nella formazione di Lemmy Kilmister e Simon King rispettivamente come bassista e batterista.

## Tracce
1. Brainstorm – 11:33 –  (Nik Turner)
2. Space Is Deep – 5:10 –  (Dave Brock)
3. One Change – 0:49 –  (Del Dettmar)
4. Lord of Light – 6:59 –  (Brock)
5. Down Through the Night – 3:04 –  (Brock)
6. Time We Left This World Today – 8:43 –  (Brock)
7. The Watcher – 4:00 –  (Lemmy Kilmister)

### Tracce aggiunte nel 1996
1. Urban Guerrilla – 3:41 –  (Robert Calvert/Brock)
2. Brainbox Pollution – 5:42 –  (Brock)
3. Lord of Light (Single Version) – 3:59 –  (Brock)
4. Ejection – 3:47 –  (Calvert)

## Formazione
- Dave Brock - chitarra elettrica, chitarre acustiche a 6 e 12 corde, voce
- Nik Turner - sassofono, flauto, voce
- Lemmy Kilmister - basso, voce
- Dik Mik - sintetizzatore
- Del Dettmar - sintetizzatore
- Simon King - batteria